# ایوار ماتسن
ایوار ماتسن (انگلیسی: Ivar Mathisen; ۱۴ ژوئن ۱۹۲۰ – ۷ اکتبر ۲۰۰۸) قایقران کانو اهل نروژ بود.